# تدليك تايلندي

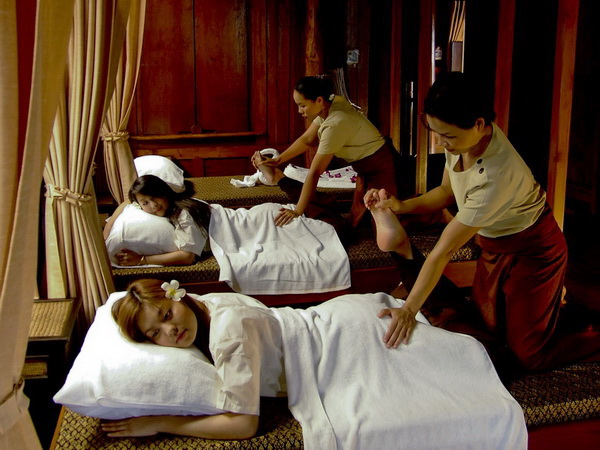
تدليك تايلندي

التدليك التايلاندي أو تدليك اليوغا التايلاندي، هو نظام شفاء تقليدي يجمع بين العلاج بالإبر ومبادئ الأيورفيدا الهندية ووضعيات اليوغا المساعدة. استُخدمت فكرة خطوط الطاقة تحت الاسم المستعار خطوط شين لأول مرة في «تدليك اليوغا التايلاندي». يشبه تدليك اليوغا التايلاندي يوغا نادي (يوغا الآن) حسب فلسفة يوغا غوراخناث.
يُسمى تدليك اليوغا التايلاندي في اللغة التايلاندية عادةً نوات فان تاي (التايلاندية: التدليك التايلاندي، «التدليك على الطراز التايلاندي») أو نوات فان بوران (التدليك التقليدي؛ «التدليك على الطراز القديم»)، على الرغم من أن اسمه الرسمي هو «التدليك التايلاندي» وفقًا لقانون المهن الطبية التايلاندية التقليدية، بي إي 2556 (2013).
ينظم قسم تطوير الطب التقليدي والطب البديل التابع لوزارة الصحة العامة التايلاندية أماكن التدليك ويُعد الممارسين التايلانديين التقليديين. يقول هذا القسم إن 913 عيادةً تقليديةً سجلت على مستوى البلاد في تايلاند منذ عام 2016. اعتبارًا من عام 2018، اعتمد قسم دعم الخدمات الصحية التابع لوزارة الصحة (إتش إس إس) 4,228 فقط منتجعًا صحيًا ومحلًا للتدليك في تايلاند من أصل 8000 وحتى 10000.
أضافت اليونسكو التدليك التايلاندي التقليدي إلى قائمة التراث الثقافي اللامادي في ديسمبر من عام 2019. 

## الممارسة
يُقال إن ممارسة تدليك اليوغا التايلاندي تعود إلى آلاف السنين، ولكنها ما زالت جزءًا من النظام الطبي في تايلاند نظرًا لخصائص هذا التدليك العلاجية المتصورة على المستوى العاطفي والجسدي. توجد اختلافات في بعض الممارسات المرتبطة بالتدليك عند إجرائها في السياقين الغربي والتايلاندي. قد تختلف الحساسيات الثقافية الغربية من ناحية قبول ممارسات الشفاء الشامانية مثل زيادة شدة التدليك أو قفز المُدلِّك على طاولة التدليك مثل الإله الهندوسي هانومان. لا يستخدم التدليك التايلاندي التقليدي الزيوت أو المستحضرات، ويبقى الشخص المُدلَّك بملابسه أثناء العلاج. هناك اتصال مستمر بالجسم بين المدُلِّك والمُدلَّك، ولكن بدلاً من دعك العضلات، يُضغط الجسم ويُسحب ويُمدد ويُهز. يُعد مفهوم تأمل ميتا (الحنان الناشئ عن الحب)، القائم على تعاليم بوذية، جزءًا لا يتجزأ من هذه الممارسة. يؤكد الممارسون المعروفون أيضًا على التأمل والتفاني من جانب المُمارس بصفته جزءًا لا يتجزأ من فعالية هذه الممارسة.
يرتدي الشخص المُدلَّك ملابس فضفاضة ومريحة ويستلقي على حصيرة أو مرتبة متينة على الأرض. في تايلاند، قد يتلقى عشرات الأشخاص أو نحو ذلك التدليك في وقت واحد في غرفة واحدة كبيرة. يتطلب النمط القديم الحقيقي للتدليك أن يجري التدليك بشكل فردي بين المُدلِّك والمُدلَّك فقط. يُوضع الشخص المُدلَّك في مجموعة متنوعة من الوضعيات الشبيهة بوضعيات اليوغا خلال فترة التدليك، والتي تُدمج أيضًا مع ضغطات ثابتة عميقة وذات إيقاع.
عادة ما يتبع التدليك خطوطًا معينة (السين ]شبكة الطوارئ الروحية[) في الجسم. يمكن استخدام أرجل وأقدام المُدلِّك لتشكيل وضعية جسم المُدلَّك أو أطرافه. في المواضع الأخرى، تعمل اليدان على إصلاح وضعية الجسم بينما تدلك القدمان. قد تستغرق جلسة التدليك التايلاندي الكاملة ساعتين وتتضمن الضغط وفق إيقاع وتمدد الجسم بأكمله. قد يشمل ذلك سحب أصابع اليدين، وأصابع القدمين، والأذنين، وفرقعة المفاصل، والمشي على ظهر المُدلَّك، وتحريك جسمه إلى العديد من الوضعيات المختلفة. يغلب على التدليك التايلاندي أسلوب قياسي وإيقاع معين، يضبطه المُدلِّك بما يتناسب مع المُدلَّك.

## التدريب

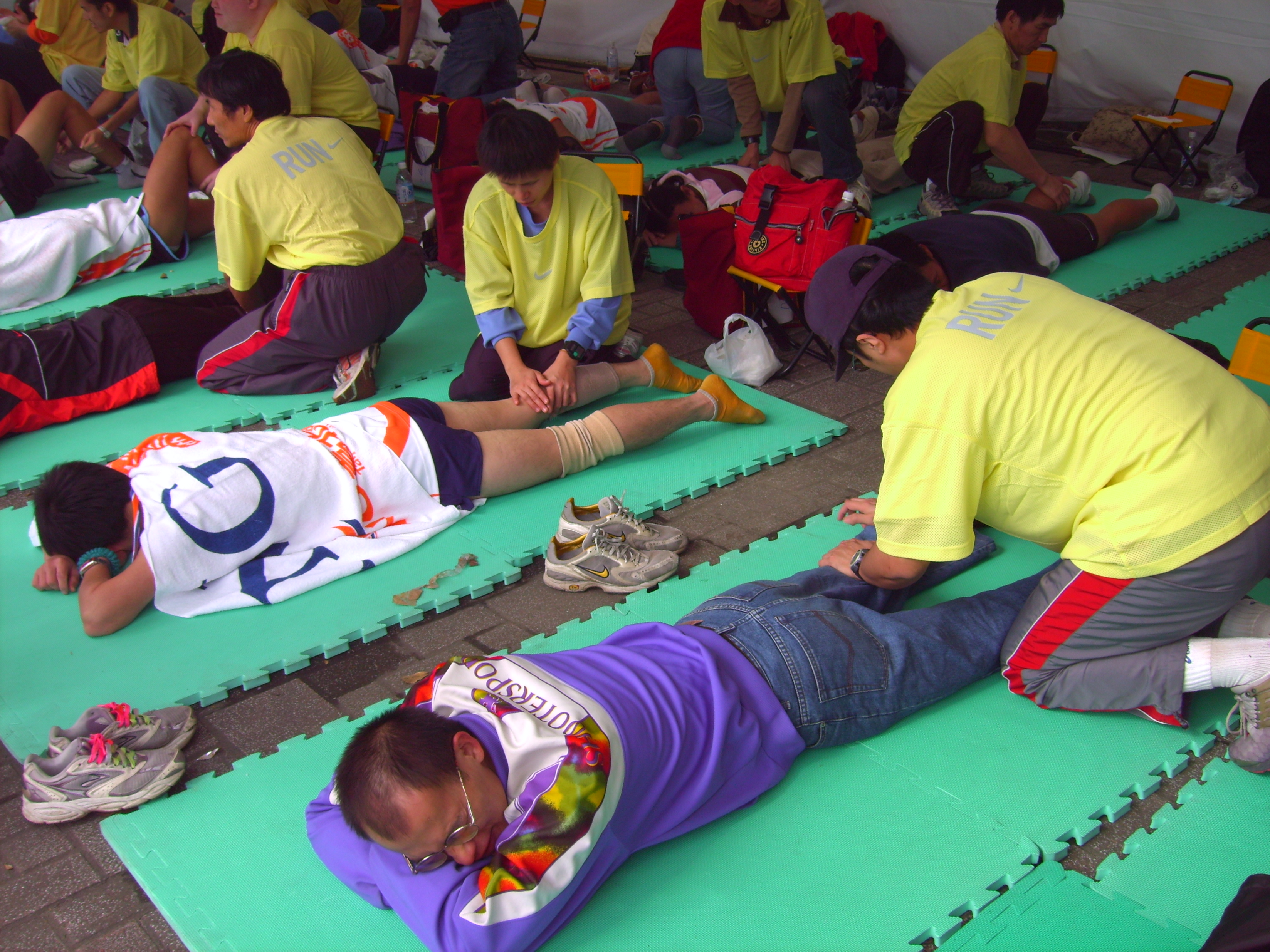
توفر شركة Nike تايوان منطقة تدليك لعدائي الماراثون منذ ماراثون ING Taipei الدولي لعام 2004.

يُطلب ممارس تدليك تقليدي مرخص لإكمال ما لا يقل عن 800 ساعة من التدريب. يجب أن يحصل أخصائيو التدليك على ترخيص مهني ويجب عليهم التسجيل في قسم دعم الخدمات الصحية التابع لوزارة الصحة العامة التايلاندية (إتش إس إس). للتأهل للحصول على ترخيص، يجب تدريب المعالجين على الدورات التي أنشأها قسم دعم الخدمات الصحية التابع لوزارة الصحة العامة التايلاندية. تُقدم الدورات المعيارية مجانًا. بدلًا من ذلك، يمكن للطلاب الذهاب إلى واحدة من 181 مدرسةً معتمدة على مستوى الدولة لتدريب المعالجين باستخدام دورات قسم دعم الخدمات الصحية التابع لوزارة الصحة العامة التايلاندية المعيارية.
افتتح وات فو، مركز الطب والتدليك التايلاندي لعدة قرون، مدرسة وات فو التايلاندية التقليدية للطب والتدليك في عام 1955 على أرض المعبد، وهي أول مدرسة من هذا النوع وافقت عليها وزارة التعليم التايلاندية. تقدم مدرسة وات فو أربع دورات أساسية في الطب التايلاندي: التدليك التايلاندي، القابلة التايلاندية، الصيدلة التايلاندية، والممارسة الطبية التايلاندية.
يُدرس التدليك التايلاندي وممارسته في دول أخرى أيضًا. قامت بعض المدارس بدمج مادة الدورة التدريبية لتشمل فهم النهج السريري مثل تقويم العمود الفقري وتقييم الوضعية جنبًا إلى جنب مع توازن الطاقة لإعطاء فهم كامل لآلية عمل هيكل الجسم من وجهة نظر اليوغا التايلاندية. أدى هذا الاتجاه إلى فتح مدارس جديدة في أوروبا والهند ونيبال.

## المخاطر
وفقًا لوزارة الصحة العامة التايلاندية، يمكن أن يكون التدليك خطرًا على النساء في مراحل الحمل المختلفة. حذر طبيب في قسم الطب التقليدي والطب البديل التايلاندي من أن النساء في الثلث الأول من الحمل «يجب أن يتجنبن التدليك لأنه قد يسبب الإجهاض»، ويجب أيضًا على النساء اللاتي مر أكثر من ستة أشهر على حملهن «توخي الحذر بشأن الحصول على تدليك». جاءت التحذيرات في أعقاب حالة تعرضت فيها امرأة حامل تبلغ من العمر 25 عامًا للإجهاض وسقطت في غيبوبة أثناء تلقي تدليك القدم.